# ديريك داوكنز
ديريك داوكنز (بالإنجليزية: Derek Dawkins)‏ هو لاعب كرة قدم بريطاني في مركز ظهير ‏، ولد في 29 نوفمبر 1959 في إدمونتون ‏ في المملكة المتحدة. لعب مع ليستر سيتي ونادي بورنموث ونادي مانسفيلد تاون ونيوبورت كونتي ويوفل تاون.